# Yo soy (álbum de Américo)
Yo soy es el álbum del cantante chileno Américo lanzado en 2010.

## Lista de reproducción
| N.º | Título                                                                                          | Música | Escritor(es)     | Duración |  |
| 1.  | «Ádios amor»                                                                                    |        |                  |          |  |
| 2.  | «El clavo»                                                                                      |        |                  | 3:32     |  |
| 3.  | «Motor y motivo»                                                                                |        | Estanis Mogollón | 3:16     |  |
| 4.  | «Lastima por ti»                                                                                |        |                  | 2:51     |  |
| 5.  | «Mentiras… puras mentiras»                                                                      |        |                  | 3:32     |  |
| 6.  | «A prueba de balas»                                                                             |        |                  | 2:57     |  |
| 7.  | «Amigo, salud»                                                                                  |        |                  | 4:11     |  |
| 8.  | «Traicionera» (balada)                                                                          |        |                  | 4:31     |  |
| 9.  | «Medley y éxitos de Lucho Barrios» (Rondando tu esquina. Mi niña bonita. La joya del Pacífico.) |        | Lucho Barrios    | 4:24     |  |
| 10. | «Niña, ay»                                                                                      |        |                  | 2:51     |  |
| 11. | «Te dejo libre»                                                                                 |        |                  | 3:43     |  |
| 12. | «Murió la flor»                                                                                 |        |                  | 4:23     |  |

- Datos: Q6170129